# Stenocorus fuscodorsalis
Stenocorus fuscodorsalis är en skalbaggsart som beskrevs av Chen och Fernando Chiang 1996. Stenocorus fuscodorsalis ingår i släktet Stenocorus och familjen långhorningar. Inga underarter finns listade i Catalogue of Life.